# بوسه شیطنت‌آمیز
بوسه شیطنت‌آمیز (به کره‌ای: 장난스런 키스) یک سریال ۱۶ قسمتی ساخت کشور کره جنوبی محصول سال ۲۰۱۰ است.
همچنین سری دوم این مجموعه یک سال بعد در ۷ قسمت ۸ دقیقه‌ای ساخته شد که بعد از ازدواج سونگ جو و هانی را نشان می‌دهد.

## خلاصه داستان
داستان این سریال در مورد دختری در دبیرستان است که به مدت ۳ سال عاشق پسری در مدرسه می‌شود. اما ماجرا این جاست که دختر یعنی او هانی دختری زشت و کودن و شاگرد آخر مدرسه است؛ ولی پسر یعنی بک سونگ جو باهوش و زیبا و شاگرد اول مدرسه است و مورد توجه همه قرار دارد. روند داستان طوری طی می‌شود که او هانی و پدرش مجبور می‌شوند در منزل سونگ جو سکونت کنند؛ و هم‌چنین سونگ جو به او هانی کمک می‌کند که به ۵۰ نفر اول مدرسه می‌رسد. سونگ جو در ابتدای داستان در مقابل اعتراف عشق او هانی تنفر خود را از او می‌گوید. اما رفته‌رفته سماجت و توجه او هانی موجب می‌شود که سونگ جو هم به هانی علاقه‌مند شود. سونگ جو یک شخصیت ایده‌آل اغراق‌آمیزی دارد. بسیار زیبا و باهوش دویست که هر کاری را به درستی انجام می‌دهد و تاکنون هیچ کاری را با شکست انجام نداده. وی همیشه هانی را مورد تحقیر و تمسخر قرار می‌دهد؛ ولی هانی بر عشق خود پافشاری می‌کند. پایه این سریال کمدی عاشقانه می‌باشد.

## بازیگران
- جونگ سو مین در نقش او هانی
- کیم هیون-جونگ در نقش بک سونگ جو
- لی ته-سونگ در نقش بونگ جونگو
- لی سی-یونگ در نقش یون هرا
- جونگ‌های یونگ در نقش مادر بک سونگ جو
- اوه کیونگ-سو در نقش پدر سونگ جو
- کانگ نام-گیل در نقش پدر هانی
- چویی وون-هونگ در نقش برادر سونگ جو
- هونگ یون-هوا در نقش یون جوری دوست و هم کلاسی او هانی
- یون سئونگ آه در نقش مین آه دوست و هم کلاسی او هانی
- یون بو-هیون در نقش کاپیتان تیم تنیس [عاشق یون هرا]